# مايك ستانلي
مايكل رودريغيز (بالأحرف اللاتينية Michael Rodriguez) المعروف بالإسم الفني مايك ستانلي (بالأحرف اللاتيتية Mike Stanley) مغني الباتشاتا اللاتينية والريغايتون مع تأثير لموسيقى البلقان وأوروبا الشرقية والشرق الأوسط وله متابعة في عالم الموسيقى اللاتيتية والولايات المتحدة وكندا ويتمتع بشعبية في البلقان والشرق الأوسط وإسرائيل.
ولد في جمهورية الدومينيكان وتأثر منذ الصغر بالموسيقى اللاتينية الرومانسية. شارك صغيرا في كورس كنيسته في سانتياغو، في جمهورية الدومينيكان، كما أدى في فرق دومينيكية عديدة إلى أن شكّل الفريف الشبابي (Boy band) مع أصحابه، وهي تشكيلة ثلاثية باسم 4Lov3 العام 2012 وأصدروا أغاني نالت الشهرة مثل Por Un Te Quiero وغيرها بطراز Bachata Romantica.
بعد انفراط عقد الفريق، انضم ستانلي لفرقة الباتشاتا الأميركية Vena في نيويورك الذي كان يضم ليني وماكس سانتوس من فرقة Aventura الشهيرة، وستيف ستايلز من فرقة Xtreme، وانضمام ستانلي كان للتعويض مع ترك ستايلز للفريق. ستانلي سجّل أغنية El Final مع الفرقة.
ومن ثم استقل ستانلي وبدأ حياته كمغني سولو، بالتعاون مع Musical Rhythms Promotions الكندية. ومن ثم انتفل إلى الولايات المتحدة حيث يكمّل مسيرته الفنية. اشتهر بأغاني مستقاة من أغاني البلقان والأغاني اليونانية والشرق أوسطية. وهو في عقد مع ليوري ريكوردز  وشارك مع العديد من الفنانين مثل دون عمر وإيال غولان

## الأغاني

### فرقة 4Lov3
- 2013: Por Un Te Quiero (عبر فرقة 4Lov3)
- 2013: Don't Want to Miss a Thing (عبر فرقة 4Lov3 إعادة توزيع جديدة بأسلوب Bachata Urbana)

### بالإنفراد
- 2013: Todo Menos Tu ومعروف بـ (The New Evolution of Bachata)
- 2015: Ya Vete
- 2015: Estoy Aquiii (مقتبسة من موسيقى الراي)
- 2015: Donde Tu Ta (مقتبسة من الأغنية الإسرائيلية Terminal 3 للمغني اليهودي دودو أهارون)
- 2016: El Final (عبر فرقة Vena بمشاركة ستانلي)
- 2016: Rak Ted'i (إيال غولان بالاشتراك مع مايك ستانلي وDuke Anthony)
- 2016: Te Vi / Rak Ted'i (ريميكس) بالتعاون مع المغني الإسرائيلي من أصول يمنية ومغربية إيال غولان
- 2017: Mr. Romantic مع المغني دون عمر (أغنية مقتبسة من أغنية Uno Momento للفنانة الرومانية Severina)

## وصلات خارجية
- فايسبوك
- إنستغرام